# Йосиповка (Днепропетровская область)
Йосиповка (укр. Йосипівка) — село,
Бузовский сельский совет,
Магдалиновский район,
Днепропетровская область,
Украина.
Код КОАТУУ — 1222381103. Население по переписи 2001 года составляло 297 человек.

## Географическое положение
Село Йосиповка находится на левом берегу реки Орель,
ниже по течению примыкает село Бузовка,
на противоположном берегу — село Залинейное (Зачепиловский район).
Рядом с селом проходит канал Днепр — Донбасс.
Река в этом месте извилистая, образует лиманы, старицы и заболоченные озёра.
Рядом проходят автомобильная дорога Т-0412 и
железная дорога, станция Платформа 112 км.